# 台北市雙層觀光巴士
台北市雙層觀光巴士由三重客運營運，三晉整合營銷協助行銷，2017年1月上路，主管機關是臺北市公共運輸處。
台北市雙層觀光巴士於114年8月16日起由三重客運完全接手營運。。

## 公車歷史
- 2017年1月20日：正式上路[3][4]。
- 2018年4月7日：台北觀光巴士推出「兩人同行、一人免費」優惠措施，即日起到4月10日止[5]。
- 2025年8月15日：台北市雙層觀光巴士於114年8月16日起由三重客運完全接手營運。[6]。

## 外部連結
- （繁體中文）（英文）（日語） 台北市雙層觀光巴士（页面存档备份，存于）
- （繁體中文）（英文）（日語） 台北市雙層餐車 （页面存档备份，存于）
- 大臺北公車-臺北觀光巴士紅線 （页面存档备份，存于）
- 大臺北公車-臺北觀光巴士藍線 （页面存档备份，存于）
- 台灣公司資料 （页面存档备份，存于）
- 台北市雙層觀光巴士 台北市雙層餐車的Facebook專頁
- 台北市雙層觀光巴士的Instagram帳戶
- YouTube上的臺北市雙層觀光巴士Taipei Sightseeing Bus頻道